# Ormesson-sur-Marne

Ormesson-sur-Marne este o comună în departamentul Val-de-Marne, Franța. În 2009 avea o populație de 9.891 de locuitori.

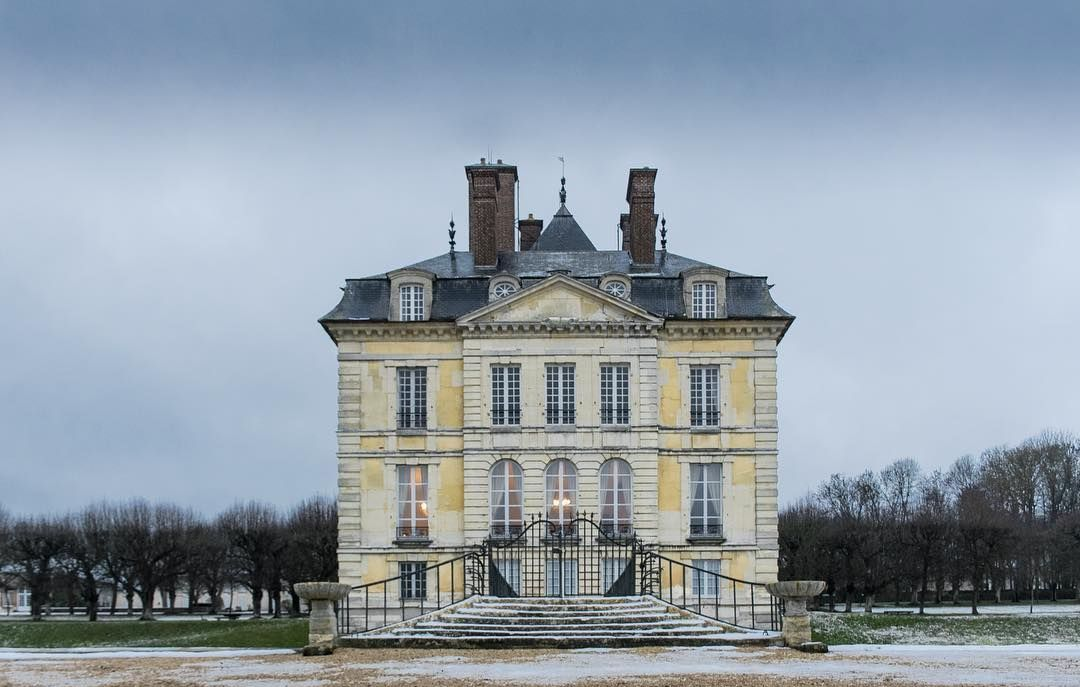
Château d'Ormesson
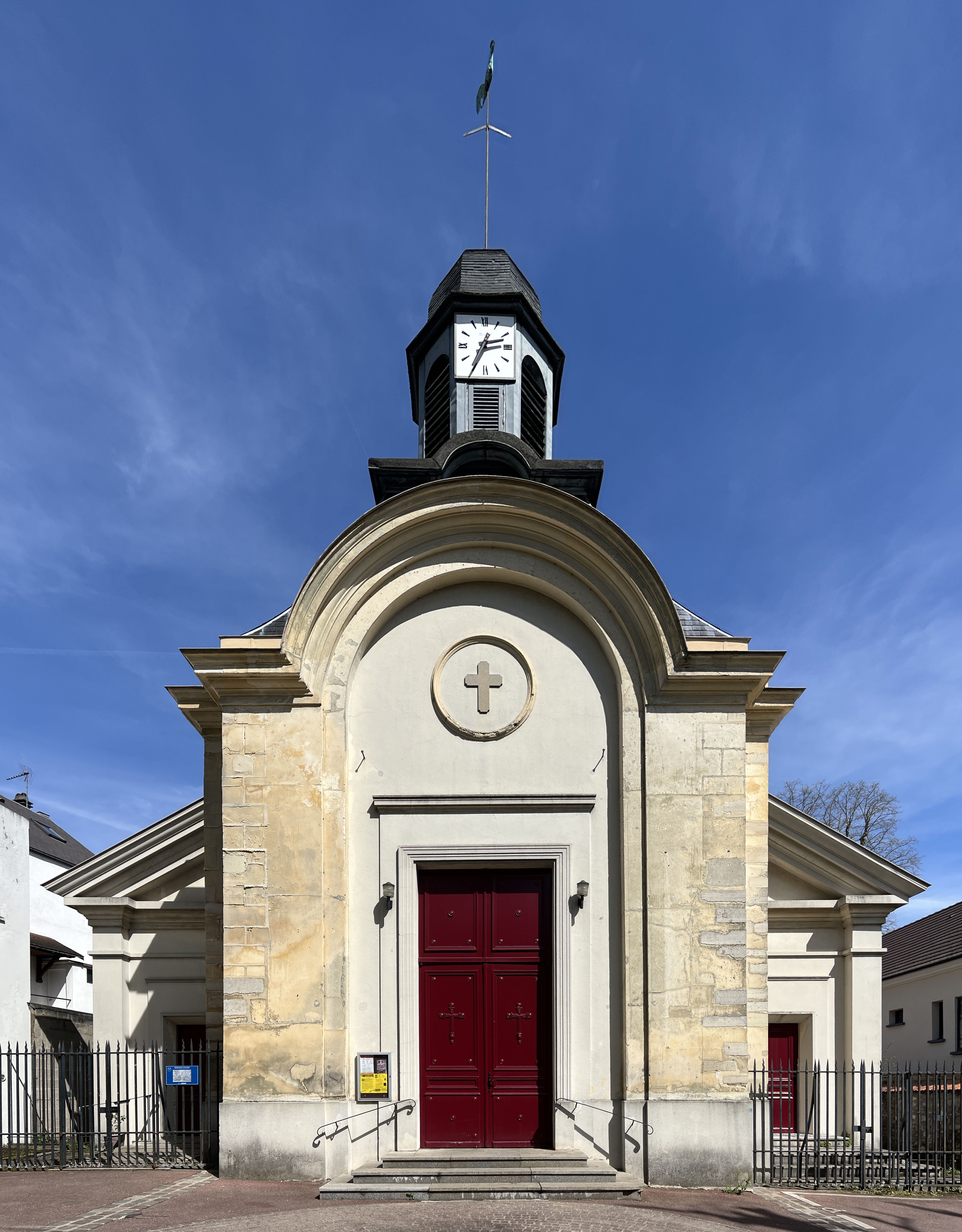
Biserica Notre Dame
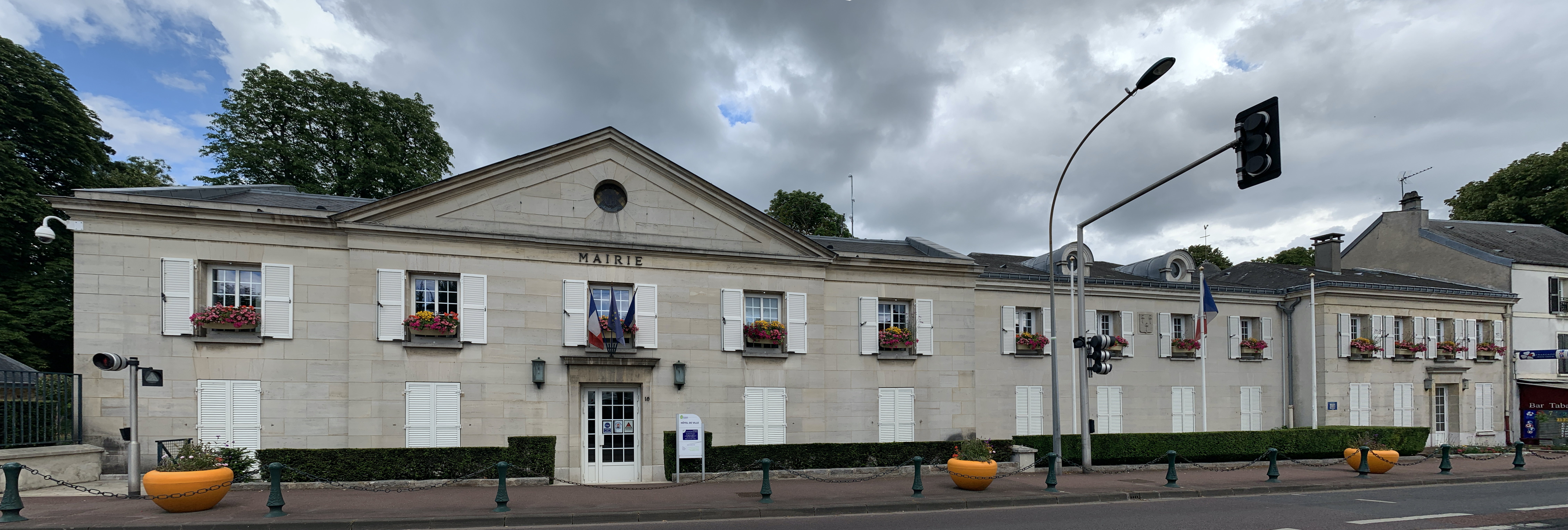
Primăria